# Chi Móng bò
Chi Móng bò, chi Hoàng hậu (danh pháp khoa học: Bauhinia) là một chi chứa hơn 200 loài thực vật có hoa trong phân họ Vang (Caesalpinioideae) của một họ lớn là họ Đậu (Fabaceae), với sự phân bổ rộng khắp vùng nhiệt đới. Chi này được đặt tên khoa học theo tên gọi của anh em nhà Bauhin, các nhà thực vật học người Pháp gốc Thụy Sĩ.
Nhiều loài được trồng rộng rãi trong khu vực nhiệt đới như là các "cây lan", cụ thể là ở miền bắc Ấn Độ, Việt Nam và đông nam Trung Quốc. Chúng đôi khi được gọi theo màu hoa như là lan tía, lan nhà nghèo. Bauhinia blakeana là loài hoa biểu tượng của Hồng Kông.

## Một số loài

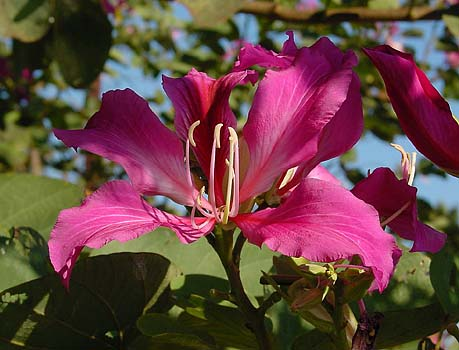
Hoa dương tử kinh (Bauhinia blakeana)

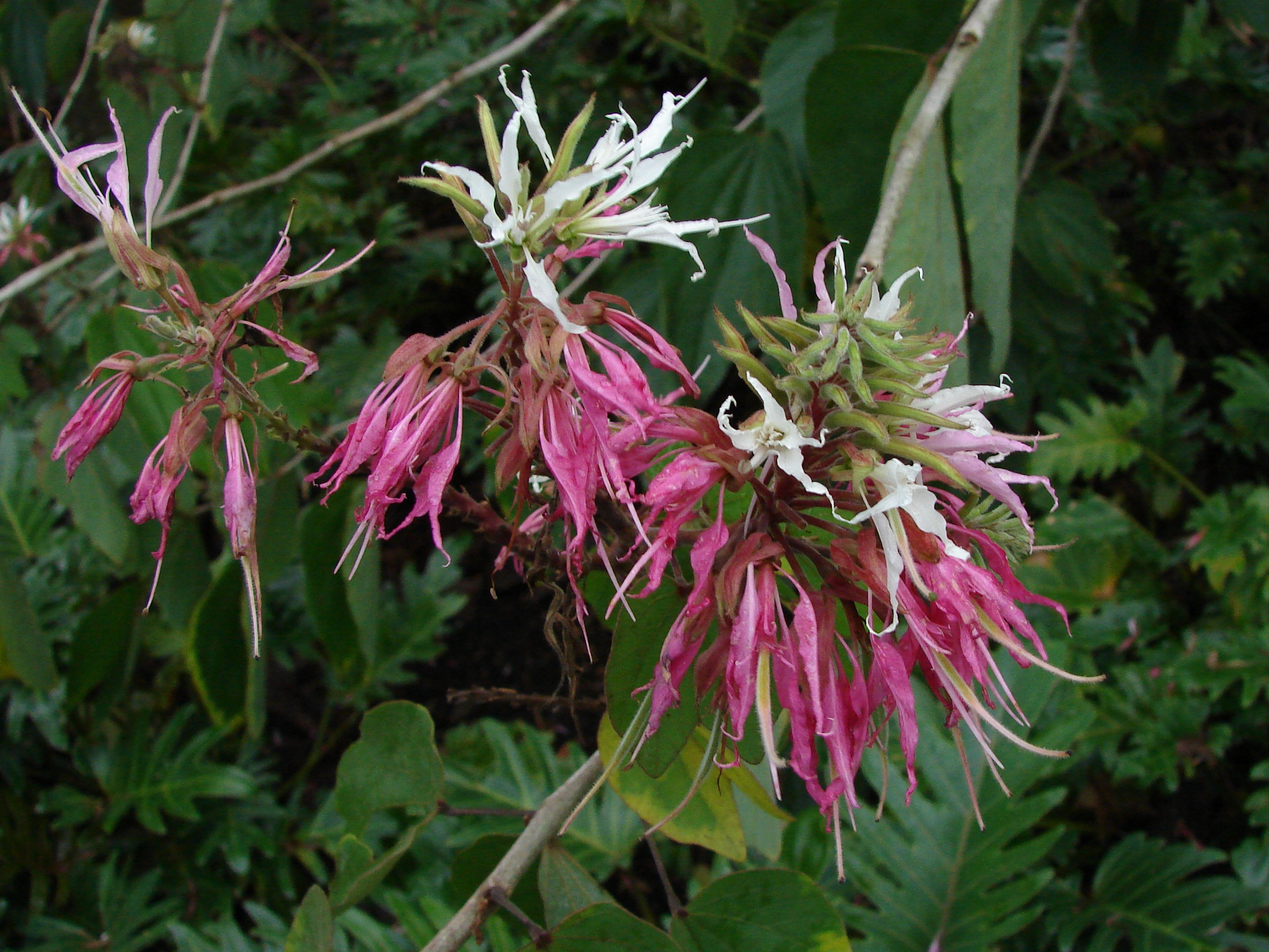
Bauhinia divaricata

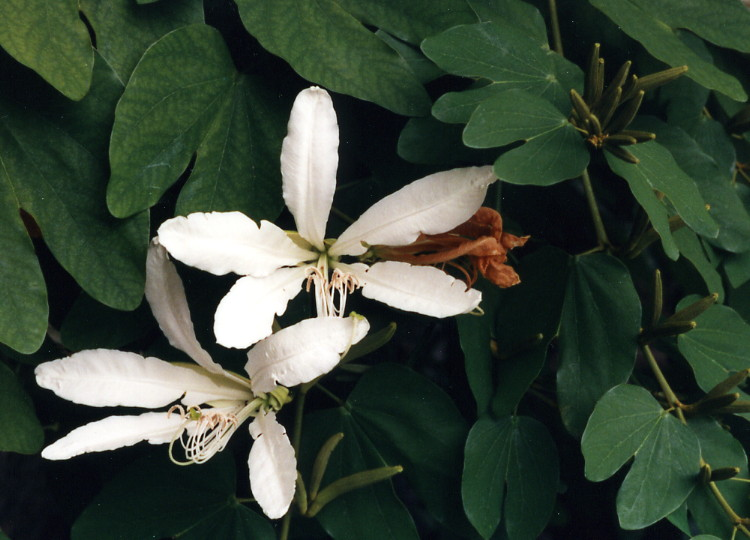
Bauhinia forficata

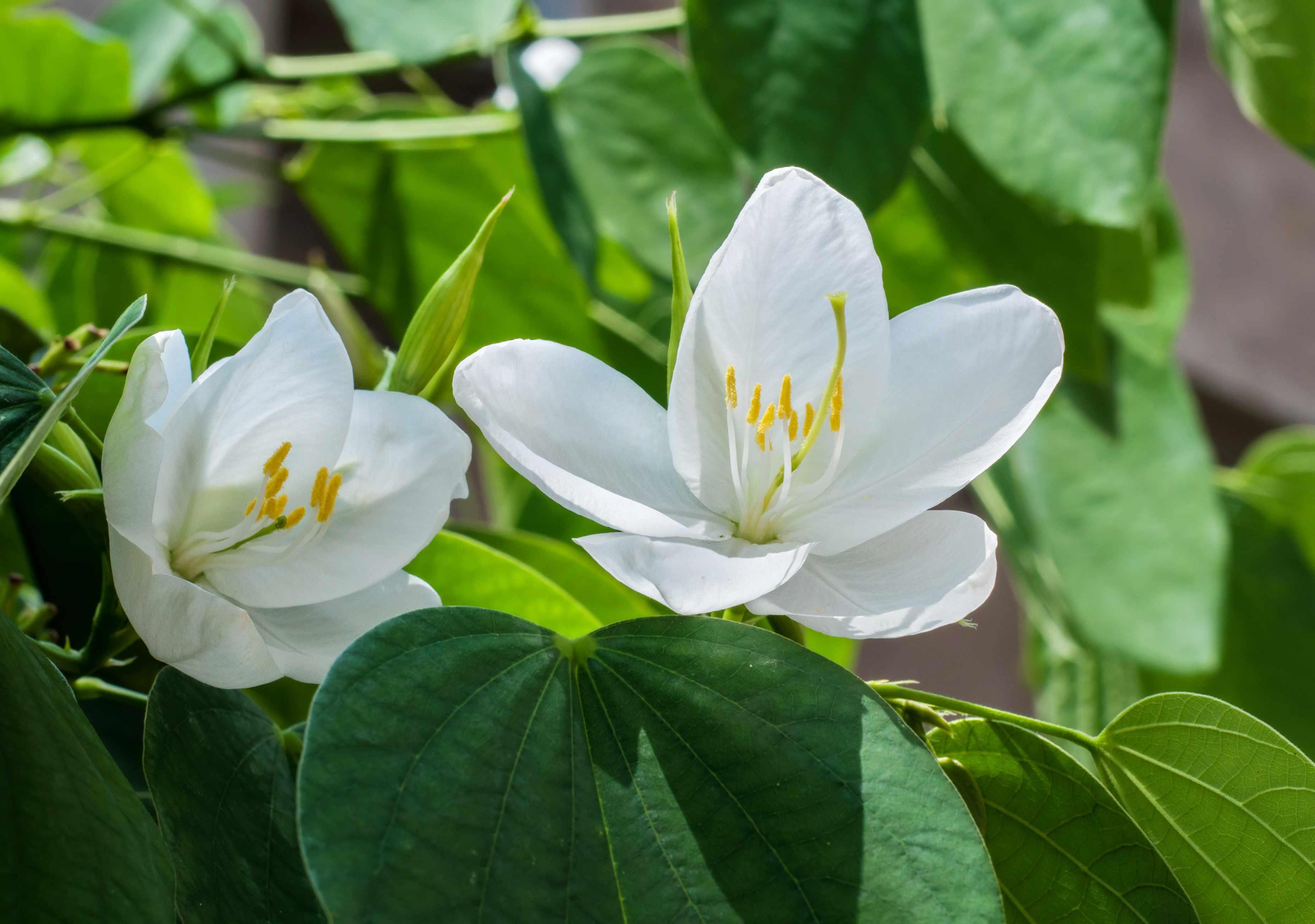
Bauhinia acuminata

- Bauhinia acuminata - Ban trắng, móng bò trắng, móng bò hoa trắng, móng bò nhọn
- Bauhinia baccacensis - Móng bò Hậu Giang.
- Bauhinia blakeana - Dương tử kinh
- Bauhinia bracteata - Dây mấu, dây cánh giơi, mấu đỏ, móng bò rừng.
- Bauhinia cardinalis - Móng bò đỏ, dây mấu tràm, dây mấu hăng.
- Bauhinia championi (đồng nghĩa: Phanera championii, Bauhinia bonii, B. lecomtei, B. gnomon) - Móng bò Champion.
- Bauhinia coccinea - Dây quạch, dây mấu, móng bò hoa đỏ.
- Bauhinia corymbosa
- Bauhinia curtisii - Móng bò Curtis, dây mấu, móng bò hoa xanh.
- Bauhinia forticata
- Bauhinia galpinii
- Bauhinia glauca - Móng bò mốc.
- Bauhinia hirsuta - Móng bò lông phún.
- Bauhinia khasiana - Móng bò nhung, dây mấu, dây quạch.
- Bauhinia lakhonensis - Móng bò Lakhon, móng bò lông xám.
- Bauhinia malabarica - Chân trâu, móng bò tai voi.
- Bauhinia mastopoda - Ban đỏ
- Bauhinia monandra- Móng bò một nhị, móng bò đơn hùng, gõ bông điểm.
- Bauhinia purpurea - Cây móng bò, ban tía, móng bò hoa tím, móng bò lan.
- Bauhinia pyrrhoclada - Móng bò lửa.
- Bauhinia racemosa - Móng bò chùm.
- Bauhinia saccocalyx - Móng bò đài túi.
- Bauhinia scandens - Móng bò leo.
- Bauhinia tomentosa- Móng bò vàng
- Bauhinia touranensis - Làu máu, móng bò hoa chanh.
- Bauhinia variegata - Ban trắng, móng bò sọc ở vùng tây bắc Bắc Bộ, Việt Nam.
- Bauhinia vahlii
- Bauhinia viridescens - Móng bò hoa xanh nhạt, móng bò trở xanh.

## Hoa ban

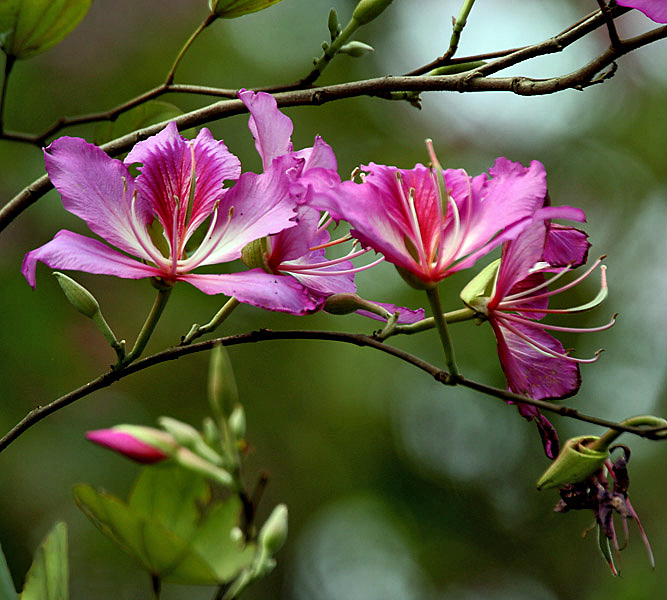
Hoa ban trắng (Bauhinia variegata) tại Tây Bengal, Ấn Độ

Hoa ban có từ 4 - 5 cánh. Nhị hoa có vị ngọt, thu hút nhiều loài côn trùng, nhất là các loài lấy mật như ong, bướm. Tên gọi hoa ban trắng (Bauhinia variegata) theo tiếng của người Thái có nghĩa hoa ngọt. Hằng năm, đầu tháng hai âm lịch, hoa ban lác đác nở, rộ nhất và đẹp nhất là vào khoảng đầu tháng ba, đến đầu tháng tư thì hoa bắt đầu tàn. Lúc nở rộ, trông cây ban như thể chỉ có hoa mà không có lá. Người vùng cao Tây Bắc Việt Nam thường dựa vào hoa ban để làm nông, họ phát nương vào lúc hoa nở và tra hạt vào lúc hoa tàn.

### Biểu tượng
Hoa ban trắng (Bauhinia variegata) là biểu tượng văn hóa của vùng Tây Bắc Bắc Bộ Việt Nam, thường tượng trưng cho sự thủy chung trong tình yêu đôi lứa.
Hoa dương tử kinh (Bauhinia blakeana) từ năm 1997 đã trở thành loài hoa biểu tượng cho Hồng Kông và nó xuất hiện trên lá cờ của Hồng Kông cũng như trên các đồng đô la Hồng Kông. Còn tại Đài Loan, nó đã được bầu chọn là loài hoa của thành phố Gia Nghĩa ở miền tây nam Đài Loan.

### Văn học
Hoa ban thường xuất hiện trong các trường ca và truyền thuyết dân gian các dân tộc thiểu số Tây Bắc Việt Nam. Trong cộng đồng các dân tộc Tây Bắc, tồn tại ba kiểu truyện kể về sự tích hoa ban; đó là các truyện Pi Khun-Noọng Ban, truyện Cầm Đôi-Hiến Hom và truyện Bun Trai-Bun Nhinh (hay truyện hai Bun). Cách kể và tên nhân vật của các truyện tuy có khác nhau, nhưng đều giống nhau ở chỗ dùng hoa ban làm biểu tượng cho sự thủy chung trong tình yêu đôi lứa.
Nhà thơ Trần Mạnh Hảo đã viết bài thơ Gửi Lai Châu, trong đó có câu: Hoa Ban nở thành người con gái Thái.
Tình ca Thái có câu:
Trăm năm ngắm ban nở còn ngắm mãi
Mỗi mùa bạn lại thêm trẻ ra, không già...

### Ẩm thực
Tại vùng Tây Bắc Việt Nam, hoa ban cùng với lá có thể được chế biến thành những món ăn độc đáo như: xôi, xào, nấu canh, làm nộm, đồ lên chấm với dấm ớt măng chua...

### Hình ảnh

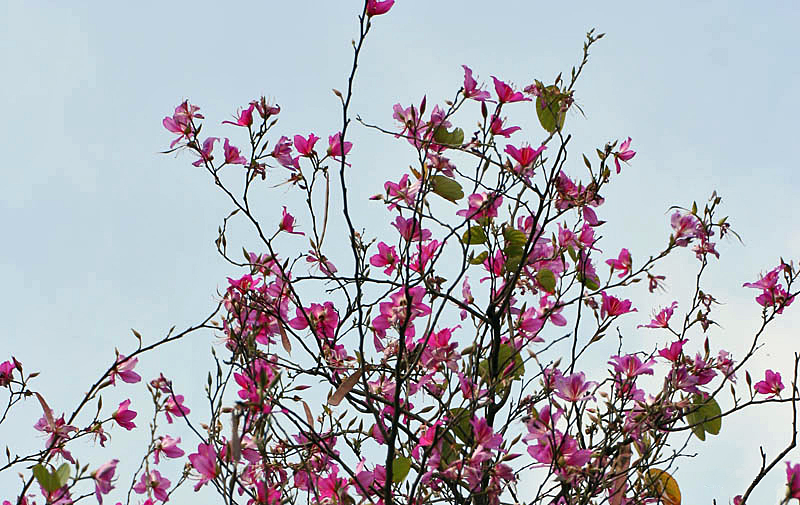
Hoa ban trắng tại Tây Bengal, Ấn Độ
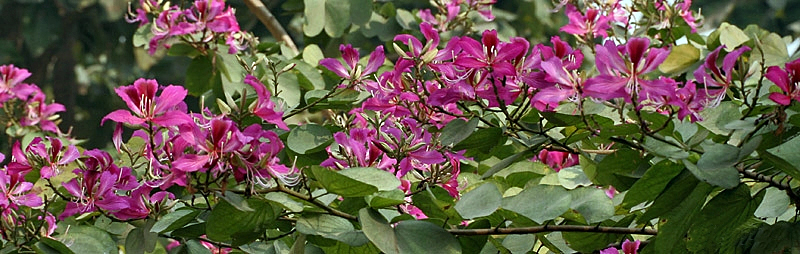
Dương tử kinh
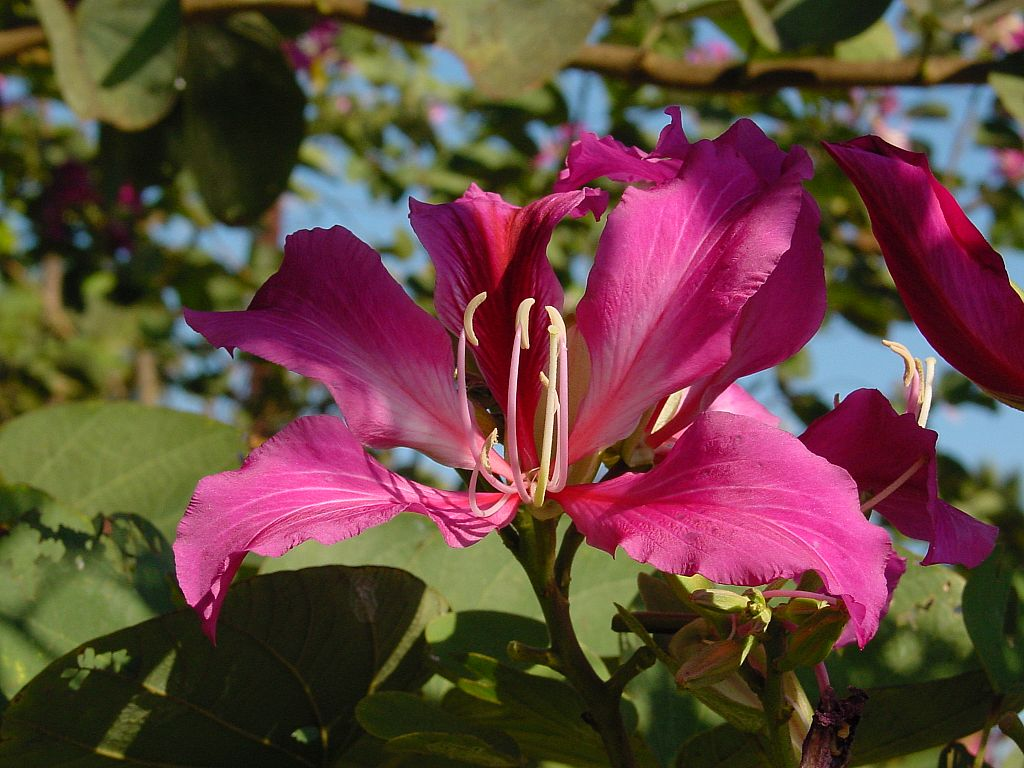
Hoa dương tử kinh
Biểu trưng hoa tử kinh trên lá cờ Hồng Kông